# Pace di Parigi (1783)
Col termine di Pace di Parigi del 1783 si intende una serie di trattati che posero fine alla guerra d'indipendenza americana e pacificarono altri conflitti nell'area del Nord America. Il 3 settembre 1783 i rappresentanti di re Giorgio III di Gran Bretagna siglarono un trattato a Parigi coi rappresentanti degli Stati Uniti (comunemente noto come Trattato di Parigi) e altri due trattati vennero siglati a Versailles tra re Luigi XVI di Francia e Carlo III di Spagna (comunemente noti come Trattati di Versailles (1783)). Il giorno precedente era stato sottoscritto un trattato preliminare tra i rappresentanti degli Stati Generali della Repubblica Olandese, ma il trattato che pose fine alla quarta guerra anglo-olandese venne firmato solo il 20 maggio 1784; per convenienza esso viene comunque compreso tra i trattati facenti parte della pace di Parigi del 1783.
A conclusione della pace, gli inglesi riconobbero la perdita delle Tredici colonie e questa sconfitta segnò la fine dell'primo impero coloniale britannico. Gli Stati Uniti ottennero più di quanto si aspettavano, comprendendo anche i territori a ovest. Gli altri alleati ebbero ben poco a confronto. La Francia ottenne la sua vendetta sulla Gran Bretagna dalla Guerra dei sette anni, ma ciò che materialmente ottenne fu ben poco (Tobago, Senegal e piccoli territori in India) e si ritrovò con le finanze pesantemente intaccate dalla guerra che andarono a peggiorare la già precaria situazione finanziaria francese degli anni '80 del Settecento. Gli storici collegano tale disastro allo scoppio successivo della Rivoluzione francese. Gli olandesi non ottennero nulla di particolarmente significativo dalla pacificazione alla fine della guerra. Gli spagnoli ebbero un risultato misto: da un lato ripresero Minorca e la Florida, ma Gibilterra rimase nelle mani degli inglesi.

## I primi passi verso la pace
La notizia della resa del generale Cornwallis a Yorktown raggiunse la Gran Bretagna a novembre del 1781, poco prima che il parlamento britannico dibattesse sulla spesa militare stimata per l'anno successivo. L'idea era quella di non aumentare le truppe impegnate in Nord America, in quanto alla tradizionale politica di una guerra "offensiva" si preferì anteporre una nuova strategia, che però rimase segreta. Il budget per la guerra era stato approvato con una chiara maggioranza, ma alcuni giorni dopo si seppe che la flotta inglese nel golfo di Biscaglia era stata in grado di catturare presso Ouessant una parte di un grande convoglio francese che trasportava delle truppe destinate all'invasione delle colonie inglesi. Il parlamento immediatamente richiese l'istituzione di una commissione d'inchiesta da tenersi dopo le festività natalizie. All'inizio di gennaio si seppe che le forze francesi avevano iniziato a occupare alcune piccole isole britanniche nelle Indie occidentali anche senza l'aiuto della loro flotta e pertanto gli inglesi distaccarono una grande flotta da inviare a ovest il più presto possibile. In quello stesso mese il governo nominò anche il nuovo comandante delle forze in America settentrionale, il generale Carleton, che aveva già impedito con le armi la tentata invasione americana del Canada nella prima fase della guerra, e il Segretario per le colonie, Lord George Germain, che rimpiazzò il debole Welbore Ellis.
L'inchiesta venne seguita da un voto parlamentare il 20 febbraio, nel quale il primo Lord dell'ammiragliato, Lord Sandwich, per poco non venne dimesso. La settimana successiva il parlamento votò per una guerra "non offensiva", ritenendo che l'aumento degli sforzi bellici in America avrebbe, tra le altre cose, "voluto dire l'indebolimento degli sforzi che questo paese sta compiendo contro gli altri nemici europei". Il 27 febbraio 1782 la Camera dei Comuni votò contro il proseguimento della guerra in America con uno scarto di 19 voti. All'inizio di marzo la notizia che l'Inghilterra aveva perso due isole che erano passate ai francesi, come pure la base mediterranea di Minorca, cementò ancora di più questa convinzione. Messo alle strette dall'opposizione, il capo del governo, Lord North, persuase re Giorgio III ad accettare le sue dimissioni (già in precedenza era stato sfiduciato dal parlamento, fatto che politicamente de facto lo estrometteva dal parlamento).
La scelta del re per rimpiazzarlo ricadde su Lord Shelburne, vecchio amico di Benjamin Franklin, ma questi rifiutò l'incarico, il che portò alla formazione di un governo di coalizione capeggiato nominalmente da Lord Rockingham, che il re odiava, accompagnato da Shelburne e da Charles James Fox, che si odiavano l'uno con l'altro, come segretari di stato.

## I negoziati

### Le regole del gioco
Il governo di Rockingham riconobbe che la priorità per la Gran Bretagna era di uscire dalle quattro guerre nelle quali era coinvolta, anche perché poco dopo la nomina del nuovo team di governo si venne a sapere che altre tre isole britanniche nelle Indie occidentali erano state occupate dai francesi. Da qui la decisione di intraprendere la via di una "guerra non offensiva" e l'inizio dei primi negoziati di pace con gli americani. Tre furono i fattori che portarono a questo approccio logico: il primo era il trattato di alleanza del 1778 tra Stati Uniti e Francia, pensato appositamente per mantenere l'indipendenza degli Stati Uniti da poco costituiti con l'appoggio di una potenza straniera. Il secondo motivo, furono le discussione avute con Henry Laurens, un ambasciatore americano catturato sulla via per Amsterdam. Il 31 dicembre 1781 Laurens era stato rilasciato sulla sua parola, e ora venne convocato per dei negoziati. La terza ragione, dopo le dimissioni di Lord North, era che Benjamin Franklin aveva subito scritto da Parigi che gli americani erano pronti a dei negoziati. Ad ogni modo, Laurens, Franklin e John Adams (rappresentanti all'epoca gli Stati Uniti nei Paesi Bassi) resero subito chiaro agli inglesi che gli Stati Uniti non avrebbero potuto concludere, sulla base del trattato di alleanza del 1778, una pace senza prima aver sentito il parere della Francia. Ciò che nessuno di loro sapeva era che la Francia, per un suo trattato separato di alleanza con la Spagna, non poteva siglare la pace senza il permesso degli spagnoli e la Spagna a sua volta non era intenzionata a cedere alla pace se la Gran Bretagna non le avesse restituito la fortezza di Gibilterra, che controllava l'accesso dal Mediterraneo all'Oceano Atlantico. Le forze spagnole e francesi avevano assediato Gibilterra per quasi tre anni senza successo e pertanto era normale che ora l'Inghilterra avrebbe perlomeno proposto uno scambio territoriale, forse con una delle isole delle Indie occidentali. Per l'Inghilterra tale decisione era complessa dal momento che, se da un lato le Indie occidentali producevano vasti profitti, avere Gibilterra permetteva di controllare il commercio di buona parte dei paesi del Mediterraneo.
Il governo inglese decise di resistere ad accettare l'indipendenza degli Stati Uniti come prerequisito per i negoziati, sapendo che il governo francese era sull'orlo della bancarotta e che i rinforzi inglesi inviati nelle Indie occidentali avrebbero potuto ribaltare la situazione da un momento all'altro (la flotta era comandata dall'ammiraglio Rodney, che era tornato da poco in Inghilterra dai Caraibi). Il negoziatore inglese inviato a Parigi era Richard Oswald, un vecchio schiavista, ex socio di Henry Laurens, che lo aveva visitato alla Torre di Londra prima di partire in missione. Egli prima parlò con Franklin il quale propose che l'Inghilterra cedesse il Canada agli Stati Uniti. Il 23 aprile, lord Shelburne, replicò accettando (senza consultare i suoi colleghi) l'indipendenza statunitense, ma ai confini sino a quel momento stabiliti e senza ulteriori cessioni. Un secondo inviato inglese, Thomas Grenville (il quale non era al corrente della questione canadese), iniziò i negoziati col governo francese basandosi ancora una volta su questa proposta. Egli disse che i francesi avrebbero potuto aiutare gli statunitensi a mantenere la loro indipendenza, ma avrebbero dovuto restituire alla Gran Bretagna tutte le isole e i possedimenti delle Indie occidentali conquistati dall'inizio della guerra, proposta che ovviamente i francesi rigettarono, separando però le loro richieste di pace da quelle degli Stati Uniti e violando quindi lo spirito dell'accordo di alleanza del 1778. Altro fattore che diede rilevanza agli americani fu la decisione del 19 aprile della Repubblica Olandese di riconoscere ufficialmente John Adams quale ambasciatore di un paese indipendente. Questo portò di conseguenza al riconoscimento degli Stati Uniti da parte dei Paesi Bassi, rendendo chiara la propria posizione nei confronti della Gran Bretagna.

### Il governo inglese cambia ancora
Il 18 maggio, la decisione di puntare al riconoscimento della piena indipendenza degli Stati Uniti come punto dei negoziati, venne a mutare dall'arrivo della notizia che, solo un mese prima, l'ammiraglio Rodney aveva ottenuto una vittoria sui francesi nei Caraibi, trionfo di cui l'Inghilterra aveva disperatamente bisogno da troppo tempo, e che aveva portato anche alla cattura dell'ammiraglio francese de Grasse. Grenville venne inviato nuovamente in Francia per negoziare con statunitensi e francesi, ma riuscì a fare ben pochi progressi e pertanto scrisse una lettera indignata a Charles Fox. Fox a questo punto si trovò quasi costretto a far votare il parlamento sulla proposta di riconoscimento dell'indipendenza degli Stati Uniti, ma alla luce della vittoria di Rodney e della conseguente debolezza francese, rigettò tale idea.
Il 1 luglio lord Rockingham, capo del governo, morì e pertanto Shelburne venne costretto a forzare la mano, Fox si dimise e vi fu una spaccatura nel parlamento all'interno del partito Wigh.

### Manovre diplomatiche
Mentre gli inglesi erano intenti a stabilizzare il loro secondo governo in un anno, Franklin neutralizzò quella che avrebbe potuto essere la più grande arma nelle mani dei francesi contro gli Stati Uniti, ovvero restituì fino all'ultimo centesimo il prestito che i francesi avevano concesso agli statunitensi nel 1778 e con i quali li "ricattavano" da anni. Il totale di 18.000.000 di livres più ulteriori 10.000.000 di livres che il re di Francia aveva preso in prestito dai Paesi Basi per conto degli Stati Uniti nel 1781. Con un contratto del 16 luglio 1782, gli Stati Uniti si impegnavano a ripagare interamente questi debiti entro il termine di tre anni dalla firma di una pace.
Anche la Francia giocò le sue carte diplomatiche con abilità. Mentre si preparava ad assistere le forze spagnole in un ulteriore assalto di massa alla fortezza di Gibilterra, continuò a insistere nel riconoscimento della piena indipendenza degli Stati Uniti come prerequisito per i negoziati con l'Inghilterra. Inviarono anche un messo segreto per parlare direttamente con Shelburne in Inghilterra a negoziare alcune cose che stavano a cuore alla Francia nello specifico; prima tra tutte era il caso di Terranova, la cui attività di pesca era stata il principale motivo che aveva spinto i francesi ad attraversare l'Atlantico negli ultimi 250 anni, e che i francesi chiedevano in concessione agli inglesi sin da quando questi ultimi avevano preso possesso forzatamente del Canada nel 1763. Come coloni della corona britannica, gli americani avevano avuto il diritto di pescare in queste acque ma ora, da abitanti degli Stati Uniti, non sarebbe per loro stato possibile pescare senza un trattato di pace scritto. Gli americani erano inoltre desiderosi di pescare nel Golfo del Messico, che in precedenza era dipendente dalla colonia britannica della Florida, che ora era controllata dalla Spagna, almeno in parte.
I negoziatori francesi e spagnoli erano inoltre concordi nel ritenere che il confine ovest dei domini statunitensi dovesse essere delimitato dal fiume Mississippi; l'area esistente delle Tredici Colonie era grande più o meno come la Francia e la Spagna messe insieme e il confine proposto l'avrebbe raddoppiata. In particolare i territori della Spagna in Louisiana e la Florida occidentale, sarebbero stati minacciati dalla crescita economica degli Stati Uniti. La situazione degli indiani d'America in queste terre era poi nota, ma per ragioni pratiche venne ignorata in quanto essi erano perlopiù indifesi di fronte alle potenze europee. In opposizione all'espansione, ironicamente, i governi francese e spagnolo facevano il gioco della Gran Bretagna nel voler mantenere un confine definito che limitasse l'influenza e l'espansione degli Stati Uniti verso le terre degli Appalachi. Nel frattempo, la causa statunitense venne rafforzata dalla volontà dei coloni americani, che avevano manifestato sempre più l'intenzione di espandersi a ovest toccando entrambe le coste del continente.

### L'accordo anglo-americano
Franklin si ammalò di gotta alla fine dell'estate, ma quando John Jay seppe a settembre della missione segreta della Francia in Inghilterra e la posizione della Francia sul diritto di pesca, inviò lui stesso un messaggio a Shelburne in persona, consigliandogli di non farsi influenzare eccessivamente da francesi e spagnoli. Nel contempo Richard Oswald chiedeva se i termini di negoziato con gli americani potessero essere variati di poco ora che le Tredici Colonie si erano ridefinite "Stati Uniti", e il 24 settembre gli americani accettarono. Questa fu una delle migliori mosse degli inglesi in tutta la guerra. Dal 20 settembre, i rapporti dell'assalto francese e spagnolo a Gibilterra raggiunsero Parigi; tutti furono negativi e il 27 settembre era ormai chiaro che l'operazione, che coinvolgeva più truppe di quante ne fossero mai state impiegate in supporto agli statunitensi in tutto il Nord America, era stato un orrendo disastro. I francesi avevano fatto tutto il possibile per aiutare gli spagnoli a raggiungere il loro vitale obbiettivo, ma iniziarono ora delle discussioni alternative per delle strategie di uscita dalla situazione, chiedendo alla Spagna di offrire all'Inghilterra delle concessioni anche consistenti in cambio di Gibilterra. La fortezza, ad ogni modo, rimase sotto assedio.
A Parigi, i negoziatori inglesi e statunitensi lasciarono Francia e Spagna a discutere tra loro, ma John Adams stava pure negoziando attivamente con la Repubblica Olandese e l'8 ottobre le Province Unite e gli Stati Uniti firmarono insieme un trattato di amicizia ed economico. Gli ambasciatori americani avevano ricevuto una lettera da George Washington che li informava dell'avvenuto riconoscimento dell'indipendenza e la discussione pertanto si concentrò sui dettagli. La Gran Bretagna accettò in particolare la richiesta degli americani che i confini col Canada tornassero allo status della Guerra dei Sette anni del 1763 e non alla revisione del Quebec Act del 1774. La differenza tra le due condizioni era l'area a est del Mississipi e a nord del fiume Ohio, area da cui in seguito nasceranno cinque nuovi stati. John Adams poteva ora chiedere una pace separatamente da debiti e riparazioni di guerra. Quest'ultima questione in particolare era un problema non da poco per gli inglesi in quanto dal 1775 i lealisti della causa monarchica negli Stati Uniti erano stati costretti all'esilio dal locale Army Test che prevedeva che tutti i maschi abili all'arruolamento che potevano far parte della milizia, avrebbero dovuto ora anteporsi alle forze di re Giorgio III, ma i loro possedimenti vennero ovviamente confiscati e poi venduti dalla nuova repubblica. Franklin presentò questo problema sottolineando anche come gli inglesi avessero deliberatamente distrutto molte delle proprietà degli americani durante le ultime fasi della guerra, come pure il "rapimento" di decine di migliaia di schiavi (che nei negoziati furono trattati alla stregua degli indiani d'America); oltre a ciò, la confisca delle proprietà dei lealisti era stata fatta dallo stato individualmente, non dal congresso degli stati. Il negoziatore francese, il conte de Vergennes, intervenne in questa discussione dalla parte degli inglesi, ma il risultato fu un pessimo compromesso, nel quale il Congresso ottenne l'ordine di riparare nei confronti dei lealisti che avessero dimostrato di aver subito danni di guerra.

### La pace con gli Stati Uniti
Nei Caraibi a quest'epoca, gli inglesi non stavano sfruttando la loro flotta per cercare di riconquistare i possedimenti perduti nell'area, ma si limitavano a difendere ciò che rimaneva. Il medesimo principio era applicato un po' ovunque nell'impero coloniale britannico e nel settembre del 1782, la Royal Navy aveva inviato un convoglio di rifornimenti a Gibilterra con l'idea che al momento che esso sarebbe giunto a destinazione, la fortezza fosse già conquistata o perlomeno si fosse a buon punto con l'assedio. Il convoglio era protetto da 33 tra le più grandi navi della marina militare britannica e il 10 ottobre, come previsto, vennero sbarcati i rifornimenti a Gibilterra. Una grande flotta combinata franco-spagnola ad ogni modo venne inviata sul posto ed il 20 ottobre la flotta inglese, senza grosse perdite, riuscì a scacciare i nemici. La notizia che Gibilterra era stata rifornita senza problemi per il convoglio, raggiunse Londra il 7 novembre e probabilmente raggiunse nel contempo anche Parigi. Le obiezioni della Spagna cessarono di avere ogni possibile rilevanza e i Francesi finirono per accettare un trattato di pace preliminare tra Gran Bretagna e Stati Uniti il 30 novembre, con proteste ma senza ulteriori azioni.

### Pace con Francia e Spagna
Nelle successive settimane, iniziarono dei negoziati tra Gran Bretagna, Francia e Spagna (per la parte inglese si presentò come negoziatore Alleyne Fitzherbert, per la Spagna il conte di Aranda). Per quanto una spedizione navale francese avesse distrutto l'avamposto commerciale inglese presso la Baia di Hudson durante quell'estate, nessun territorio era stato conquistato in quell'occasione. Giunsero notizie anche dall'India dove la guerra era in stallo, sia in mare che via terra; gli inglesi detenevano ancora tutti i territori strappati ai francesi nel 1778-79, mentre i francesi non avevano conquistato alcun territorio. Nelle Indie occidentali, sull'altro fronte, i francesi erano ancora in possesso di tutti i territori che avevano conquistato agli inglesi, mentre la Gran Bretagna possedeva solo l'isola francese di Saint Lucia. Gli spagnoli avevano il dominio della Florida occidentale, delle Bahamas e di Minorca e mantenevano all'attivo l'assedio di Gibilterra. Un tentativo di scambiare Porto Rico con Gibilterra finì nel nulla, probabilmente perché questo avrebbe portato eccessiva competizione commerciale.
Nei trattati preliminari firmati con Francia e Spagna il 20 gennaio 1783, Francia e Gran Bretagna erano concorde nel restituirsi tutti i territori reciprocamente conquistati dal 1778, ad eccezione di Tobago che i francesi avevano catturato nel 1781 e che ottennero di poter mantenere. La Francia dovette cedere inoltre parte del proprio territorio coloniale attorno al fiume Senegal in Africa, che aveva conquistato nel 1763. Dovette essere rinegoziato anche l'accordo di pesca nella zona di Terranova con la concessione dei diritti agli statunitensi. Gli spagnoli fecero anche meglio. Gli spagnoli, dopo aver conquistato la Florida occidentale e Minorca, ottennero anche la Florida orientale in cambio delle Bahamas. Gli inglesi dal canto loro continuarono a mantenere saldamente il controllo di Gibilterra.
Per quanto la Francia fosse alleata sia degli Stati Uniti che della Spagna, la Spagna non era alleata con gli Stati Uniti, anche se un'alleanza informale era stata sottoscritta dal 1776 tra gli americani e Bernardo de Gálvez, governatore spagnolo della Louisiana, uno dei capi più rilevanti della guerra in corso. L'economia spagnola dipendeva interamente dal proprio impero coloniale nelle Americhe e anche solo una rivolta in quei luoghi o negli stati vicini sarebbe bastata per creare problemi notevoli. Tre erano già state le ribellioni degli indigeni sudamericani contro la Spagna tra il 1777 ed il 1781, guidate rispettivamente da Tomás Katari, Túpac Amaru II e da Julian Apasa (che adottò il nome di Tupac Katari), tutte represse nel sangue. Con queste idee in mente, la Spagna continuò ad avere un atteggiamento altalenante nei confronti di John Jay, ambasciatore a Madrid, al punto che la Spagna fu l'ultima potenza europea a riconoscere l'indipendenza degli Stati Uniti, poco prima del trattato di pace con la Gran Bretagna, il 3 febbraio 1783.

### Pace con la Repubblica Olandese
Gli olandesi non avevano conquistato alcun possedimento coloniale agli inglesi, e solo una repentina azione contro i francesi li aveva salvati dal perdere tutte le loro colonie. Non potevano far leva su Gran Bretagna, Spagna, Francia né Stati Uniti nei negoziati di pace, e non siglarono un trattato preliminare sino al 2 settembre 1783, il giorno prima che gli altri tre trattati venissero formalizzati. La Gran Bretagna si accordò per restituire tutti i possedimenti catturati agli olandesi nelle Indie orientali (di cui la più importante era sicuramente al città di Trincomalee, sull'isola di Ceylon) ma mantennero per loro Negapatnam sulla costa indiana. La Gran Bretagna si assicurò anche il libero commercio in parte delle Indie orientali olandesi.

## La firma dell'accordo
I termini di pace, in particolare quelli proposti dagli Stati Uniti, causarono una vera e propria tempesta politica in Gran Bretagna. La concessione dei Territori del Nordovest e delle aree di pesca a Terranova, e in particolare l'abbandono dei lealisti negli Stati Uniti, furono tutte azioni pesantemente criticate dal parlamento inglese. L'ultimo punto fu paradossalmente il più semplice da risolvere: i fondi già stanziati per la guerra e non utilizzati vennero utilizzati per ricompensare i lealisti. Ad ogni modo, il 17 febbraio 1783 e nuovamente il 21 febbraio, vennero fatte delle mozioni contro i trattati in parlamento, e pertanto il 24 febbraio lord Shelburne venne costretto a dare le dimissioni e per cinque settimane il governo inglese rimase senza un leader. Alla fine, venne trovata la soluzione riconvocando al governo nuovamente lord Rockingham. Il governo, nominalmente guidato dal duca di Portland, avrebbe avuto per segretari di stato Charles Fox e, soprattutto, lord North. Richard Oswald venne rimpiazzato da un nuovo negoziatore, David Hartley, ma gli americani si rifiutarono di permettere qualsiasi modifica al trattato già approvato dal congresso. Il 3 settembre 1783, all'Hotel Hartley di Paris, il trattato venne firmato formalmente e a Versailles vennero formalizzati i trattati separati con Francia e Spagna.

## Trattato con gli Stati Uniti d'America
Sulla base degli articoli preliminari stabiliti il 30 novembre 1782, e approvati dal Congresso della Confederazione il 15 aprile 1783, questo trattato venne siglato il 3 settembre 1783 e rettificato dal Congresso il 14 gennaio 1784, ponendo così fine formalmente alla guerra d'indipendenza americana.

## Trattato con la Francia
Gli articoli preliminari vennero firmati il 20 gennaio 1783, a Versailles
1. Dichiarazione di pace e termine dei contrasti precedenti.
2. Conferma dei vecchi trattati tra le due nazioni.
3. Lo scambio dei prigionieri e degli ostaggi avrebbe avuto luogo entro sei mesi dalla rettifica del trattato; dovevano essere restituite anche le navi (militari e mercantili) catturate durante la guerra
4. La Corona inglese mantenne Terranova e le isole adiacenti, ad eccezione di Saint Pierre and Miquelon.
5. La Corona francese cedette i diritti di pesca del tratto di mare tra Capo Bonavista e Capo St. John (sulla costa est di Terranova); mantenne ad ogni modo i diritti di pesca da Capo St. John e Cape Ray (sulla costa ad ovest di Terranova).
6. La Francia mantenne i propri diritti di pesca nel Golfo di San Lorenzo.
7. Nelle Indie occidentali, la Corona inglese avrebbe restituito Saint Lucia alla Francia come pure Tobago, garantendo comunque i diritti dei coloni inglesi che vi si erano insediati.
8. La Corona francese restituì Grenada, Saint Vincent, Dominica, Saint Christopher (Saint Kitts), Nevis e Montserrat alla Gran Bretagna, garantendo comunque i diritti dei coloni francesi che vi si erano insediati.
9. In Africa, la Corona inglese avrebbe dovuto cedere l'area del fiume Senegal alla Francia e restituirle l'isola di Gorée.
10. La Corona francese avrebbe garantito alla Corona inglese i possedimenti del fiume Gambia e di Fort James.
11. Gli inglesi mantennero il diritto di commerciare in gomma dalla foce del fiume Saint John sino alla baia di Portendic, ma non potevano stabilire insediamenti stabili in loco.
12. Gli accessi inglesi e francesi nelle altre parti della costa africana sarebbero continuati come di consueto.
13. In India, la Corona inglese restituì alla Francia tutti i possedimenti della costa di Orissa, in Bengala, come erano all'inizio della guerra con la libertà concessa ai francesi di fortificare l'area per dare maggior sicurezza al loro commercio in loco.
14. La Corona inglese concesse Pondicherry e Karikal alla Francia, oltre a Valanour e Bahour.
15. Mahé e l'avamposto di Surat tornarono sotto il controllo francese.
16. Gran Bretagna e Francia avrebbero cessato di aiutare i rispettivi alleati indiani nel conflitto l'una contro l'altra (l'ordine del "cessate il fuoco" sarebbe stato inviato alle forze inglesi e francesi in India poco dopo).
17. La Corona inglese abbandonò le restrizioni sui francesi per l'uso del porto di Dunkirk in Francia.
18. Le due corone avrebbero sottoscritto un nuovo accordo commerciale alla fine del 1786.
19. Tutti i territori conquistati da una parte o dall'altra durante la guerra e non menzionati, dovevano tornare ai rispettivi proprietari come prima della guerra.
20. Le due nazioni dovevano essere in grado di entrare nei rispettivi possedimenti di Saint Pierre e Miquelon, Saint Lucia, Gorée, Grenada, Grenadines, Saint Vincent, Dominica, Satin Christopher, Nevis e Montserrat, entro tre mesi dalla rettifica del trattato. Per i villaggi indiani entro sei mesi.
21. Ulteriori dettagli tecnici.

Siglato a Versailles, 3 settembre 1783, da George Montagu, IV duca di Manchester e da Charles Gravier, conte di Vergennes.
Com'è facile notare, la semplice "restituzione" di molte conquiste effettuate, in particolare quelle dei francesi, furono un motivo di disappunto in patria e furono tra le cause di malcontento che accesero poi la miccia della Rivoluzione francese.

## Trattato con la Spagna

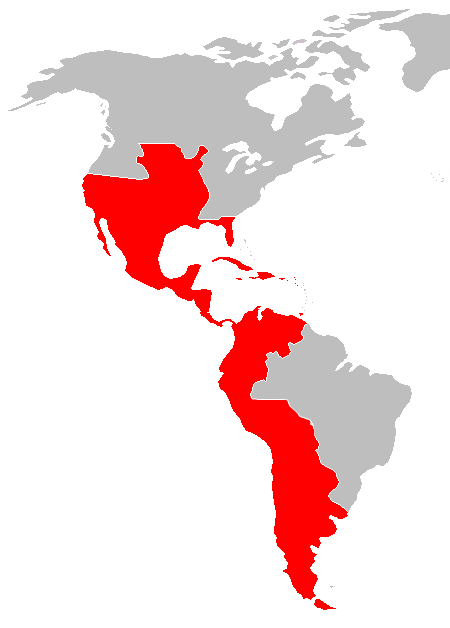
La colonizzazione spagnola nelle colonie americane al picco della propria estensione, dopo la Pace di Parigi del 1783

Gli articoli preliminari vennero siglati a Versailles il 20 gennaio 1783.
1. Dichiarazione di pace e termine dei contrasti precedenti.
2. Conferma dei vecchi trattati tra le due nazioni.
3. Lo scambio dei prigionieri e degli ostaggi avrebbe avuto luogo entro sei mesi dalla rettifica del trattato; dovevano essere restituite anche le navi (militari e mercantili) catturate durante la guerra
4. La Corona inglese avrebbe consegnato Minorca alla Spagna.
5. La Corona inglese avrebbe consegnato la Florida orientale e la Florida occidentale agli spagnoli e avrebbe dato agli abitanti inglesi in loco 18 mesi di tempo dalla rettifica per abbandonare i loro possedimenti o sottomettersi al nuovo governo.
6. Nel "continente spagnolo" [la parte meridionale degli Stati Uniti] ai sudditi inglesi venne permesso di navigare liberamente nelle aree comprese tra il fiume Belize e il Rio Hondo sino all'istmo formato dal Belize col Río Nuevo (New River) e poi da lì fino al mare. Dei commissari avrebbero marcato chiaramente i confini di navigazione e a tutti quei sudditi inglesi che non avessero voluto assoggettarsi al governo spagnolo ma che già erano insediati in loco, vennero concessi come già detto 18 mesi di tempo per abbandonare i loro possedimenti.
7. La Corona spagnola avrebbe restituito le isole di Providence e delle Bahamas alla Gran Bretagna.
8. Tutti i territori conquistati da una parte o dall'altra durante la guerra e non menzionati, dovevano tornare ai rispettivi proprietari come prima della guerra.
9. Le due corone avrebbero sottoscritto un nuovo accordo commerciale alla fine del 1786.
10. Le due nazioni dovevano essere in grado di entrare nei rispettivi possedimenti di Florida orientale, Providence e Bahamas entro tre mesi dalla rettifica del trattato.
11. Ulteriori dettagli tecnici.

Siglato a Versailles, 3 settembre 1783, da George Montagu, IV duca di Manchester e da Pedro Pablo Abarca de Bolea, conte di Aranda.
Come si può notare, la Spagna riuscì ad ottenere da questa guerra più di quanto sperasse e più degli altri partecipanti attivi al conflitto, riottenendo molti dei propri possedimenti coloniali senza costi eccessivi.

## Trattato con la Repubblica Olandese
Articoli preliminari siglati il 2 settembre 1783 a Parigi.
1. Dichiarazione di pace e termine dei contrasti precedenti.
2. Rispetto per le rispettive bandiere in mare.
3. Lo scambio dei prigionieri e degli ostaggi avrebbe avuto luogo il prima possibile senza attendere la rettifica del trattato; dovevano essere restituite anche le navi (militari e mercantili) catturate durante la guerra
4. In India, gli Stati Generali della Repubblica Olandese avrebbero concesso il villaggio di Negapatnam agli inglesi, ma avrebbero potuto scambiare il suo valore con un'altra proprietà disponibile di eguale valore
5. La Corona britannica avrebbe restituito Trinquemale (Trincomalee) agli Stati Generali, assieme a tutti gli altri forti, porti e insediamenti conquistati agli olandesi dalle forze inglesi (inclusi quelli della Compagnia britannica delle Indie orientali) durante la guerra
6. Gli Stati Generali promettevano solennemente di non impedire la navigazione ai sudditi inglesi nei mari orientali
7. Sarebbero stati nominati dei commissari appositi per discutere i diritti di navigazione sulla costa africana e presso Cape Apollonia [attuale Ghana] le cui aree erano state contese tra la Royal African Company e la Compagnia olandese delle Indie occidentali
8. Tutti i territori conquistati da una parte o dall'altra durante la guerra e non menzionati, dovevano tornare ai rispettivi proprietari come prima della guerra
9. Ulteriori dettagli tecnici.

Siglato a Parigi, 20 maggio 1784, da Daniel Hailes; Lestevenon van Berkenroode e Gerard Brantsen.
Gli olandesi, che erano stati trascinati in guerra nel 1780 dopo aver segretamente sostenuto Stati Uniti e Francia dall'inizio degli scontri, incapaci di difendere le loro colonie, vennero salvati dalla Francia che recuperò gran parte dei territori coloniali olandesi all'Inghilterra. Indubbiamente l'art. 6 sulla libera navigazione dei mari orientali rappresentò un punto fondamentale fortemente voluto dagli inglesi che consentirà poi lo sviluppo di colonie come Singapore e l'Australia.

## Testo completo della pace (in francese ed in inglese)
- Charles Jenkinson,  A Collection of All the Treaties of Peace, Alliance, and Commerce Between Great Britain and Other Powers. vol. 3, da p. 334 in avanti. London, Debrett (1785), via Google Books— accesso 3 gennaio 2008.